# هنري فان آبي
هنري فان آبي (بالهولندية: Henri van Abbe)‏ هو رائد أعمال هولندي، ولد في 8 يناير 1880 في أمستردام في هولندا، وتوفي في 18 نوفمبر 1940 في آيندهوفن في هولندا.